# Vasfownjerd
Vasfownjerd (persiska: وسفونجرد) är en ort i Iran.   Den ligger i provinsen Qom, i den centrala delen av landet, 150 km sydväst om huvudstaden Teheran. Vasfownjerd ligger 1 569 meter över havet och antalet invånare är 224.
Terrängen runt Vasfownjerd är kuperad. Runt Vasfownjerd är det ganska tätbefolkat, med 100 invånare per kvadratkilometer. Närmaste större samhälle är Dastjerd, 14,0 km söder om Vasfownjerd. Trakten runt Vasfownjerd består i huvudsak av gräsmarker.